# Literatura de minorías
La literatura de minorías es el conjunto de varios movimientos literarios en Estados Unidos, enmarcados dentro de minorías sociales y éticas o bien marginadas de la sociedad.
Se ha desarrollado entre escritores con raíces inmigrantes. Entre otros, escritores chinos, afroamericanos y chicanos. También puede considerarse la literatura femenina. El movimiento plantea problemas tales como su falta de identidad nacional. Al no ser tenidos en consideración dentro del canon de ciudadano estadounidense, el llamado WASP, «White Anglo-Saxon Protestant», ('blanco, anglosajón y protestante'), las minorías empezaron a tomar conciencia de su situación y a luchar por la adquisición de sus derechos. Estos textos jugaron un papel fundamental en tal toma de conciencia.